# ليزا جيفري
ليزا جيفري هي رياضياتية كندية، ولدت في 5 يناير 1965.